# オーストラリアとミクロネシア連邦の関係
オーストラリアとミクロネシア連邦の関係（オーストラリアとミクロネシアのかんけい、英語: Australia–Federated States of Micronesia relations）は、1987年に、ミクロネシアの二国間関係としては最初に樹立された。オーストラリアはミクロネシアに大使館を置く4か国の1つである。

## 要人往来
ミクロネシア大統領のジョン・ハグレルガムは1988年、キャンベラを公式に訪問した 

## 海上の安全保障
オーストラリアは太平洋哨戒艇計画でミクロネシアの海洋安全保障を支援している。その一環として、オーストラリアは海上監視、法執行、災害派遣、海上の安全保障上の脅威に対する監視・拿捕、離島への必要な政府サービスの供給のためにパシフィック級哨戒艇をミクロネシアに提供している  

## 協力
2012年、ミクロネシア大統領のジョセフ・J・ウルセマルは自国へのオーストラリアの支援に感謝し、「オーストラリアはここ何年も、とても役立っている。」と述べた。2013年、ミクロネシア議会議員のデイヴィッド・パヌエロは、ミクロネシアでの若者向けのスポーツについての両国の協力について議論するため訪豪した 